# Бафи, убица вампира (филм)
Бафи, убица вампира (енгл. Buffy the Vampire Slayer) је америчка хорор комедија из 1992. године, који је режирала Френ Рубел Кузуи према сценарију Џоса Видона. Насловну улогу тумачи Кристи Свонсон као Бафи Самерс, средњошколка која сазнаје да је њена судбина да се бори против вампира. Споредне улоге у филму имају Доналд Садерланд, Пол Рубенс, Рутгер Хауер и Лук Пери.
Филм је наишао на помешане рецензије критичара и зарадио преко 16 милиона долара. Такође је попримио другачији правац од оног који је Видон замислио, што га је навело да направи истоимену телевизијску серију, која је стекла знатно позитивније рецензије критичара.

## Радња
Бафи Самерс је навијачица у средњој школи Хемери у Лос Анђелесу. Њене главне бриге су куповина и дружење с размаженим, богатим пријатељицама и дечком Џефријем. Једног дана у школи прилази јој човек који се представља као Мерик. Он јој открива да је она „убица”, односно „изабрана”, предодређена да убија вампире, као и да је његова дужност да је води и обучава. Бафи у почетку одбацује ту тврдњу, али схвата да је у праву када он детаљно опише сан који она често сања. Поред тога, Бафи почиње да испољава способности које јој нису биле познате — повећану окретност, чула и издржљивост — али стално излуђује Мерика својом површношћу, незаинтересованошћу за убијање вампира и циничним коментарима.
Конфликт почиње са локалним вампирским краљем Лотосом и његовим следбеником Амилином. Двојица младића, Оливер Пајк и Бени, одлазе у ноћни провод када их напада Амилин. Бени бива претворен у вампира, али Пајка спасава Мерик. Као вампир, Бени касније посећује Пајка и покушава да га убеди да му се придружи. Амилин такође отима Касандру, девојку из Бафиног разреда, и жртвује је Лотосу.
Пајк одлучује да напусти град када схвати да више није безбедан. Међутим, на путу наилази на Амилина и његову вампирску банду, али га Бафи и Мерик спасавају. После овог догађаја, Бафи и Пајк започињу пријатељство које се временом претвара у романсу, и Пајк постаје њен партнер у лову на вампире.
Бафи открива да је њен пријатељ Грулер постао вампир. Убрзо након што га убије, она наилази на Лотоса и Амилина. Лотос је ставља под хипнотички транс. Мерик интервенише, али га Лотос убија када покуша да га прободе коцем. На самрти, Мерик каже Бафи да поступа по своме, уместо да се држи туђих правила.
У школи, Бафи покушава да објасни ситуацију својим пријатељицама, али они одбијају да је разумеју, јер су више забринуте око предстојећег матурског бала. Бафи се удаљава од њих јер схвата да је прерасла њихово незрело и себично понашање.
На матурском балу, Бафи је шокирана кад сазна да ју је Џефри оставио преко поруке на телефонској секретарици и дошао на бал са њеном пријатељицом Џени. Уместо тога, она плеше с Пајком. Лотос шаље војску својих вампирских следбеника у школу да нападну бал. Током напада, ученици и гости покушавају да се одбране од вампира у фискултурној сали. Пајк убија Бенија помоћу високог напона струје, док се Бафи у подруму школе суочава с Амилином и Лотосом. Она убија Амилина, али Лотос почиње поново да је хипнотише. Транс се прекида када се Бафи присети Мерикових последњих речи и успева да се одбрани од Лотоса.
Бафи се враћа у салу, у коју Лотос изненада упада са мачем. Њих двоје се сукобљавају у двобоју и Бафи га побеђује. Преживели напуштају школу, а Бафи и Пајк поново плешу, и на крају одлазе заједно на мотоциклу.

## Улоге
| Глумац                | Улога               |
| --------------------- | ------------------- |
| Кристи Свонсон        | Бафи Самерс         |
| Доналд Садерланд      | Мерик Џејмисон-Смит |
| Пол Рубенс            | Амилин              |
| Рутгер Хауер          | Лотос               |
| Лук Пери              | Оливер Пајк         |
| Мишел Ејбрамс         | Џенифер             |
| Хилари Сванк          | Кимберли Хана       |
| Парис Вон             | Ники                |
| Дејвид Аркет          | Бени Џекс           |
| Рандал Батинкоф       | Џефри Крејмер       |
| Ендру Лоуери          | Енди                |
| Саша Џенсон           | Грулер              |
| Стивен Рут            | директор Гари Мари  |
| Наташа Грегсон Вагнер | Касандра            |
| Томас Џејн            | Зеф                 |